# Estado socialista

Brasão d'armas da União Soviética, o primeiro Estado socialista do mundo.

Estado socialista é qualquer Estado que se dedique constitucionalmente a desenvolver uma sociedade socialista.
Atualmente, os Estados que conservam total ou parcialmente estas características seriam: A República Moldava da Transnístria, a República Popular da China, a República de Cuba, a República Democrática Popular da Coreia, a República Democrática Popular do Laos, e a República Socialista do Vietnã.
Também se emprega o nome Estado comunista, usado pela imprensa capitalista durante a Guerra Fria em referência ao sistema de partido único e o governo do Partido Comunista. Esta denominação é em realidade um oxímoro, posto que a teoria marxista almeja que no comunismo o Estado deixaria de existir e esse seria a fase mais avançada do socialismo. Quase todos estes Estados destacaram seu caráter socialista em seu nome oficial e quatro dos cinco que hoje existem continuam fazendo. Assim, muitos destes estados contêm os adjetivos popular, socialista e democrático em sua denominação. Existem também estados que contêm estes termos em seu nome embora não tenham adotado esse sistema, como a República Democrática Socialista do Sri Lanka e a República Democrática Popular da Argélia.

## História

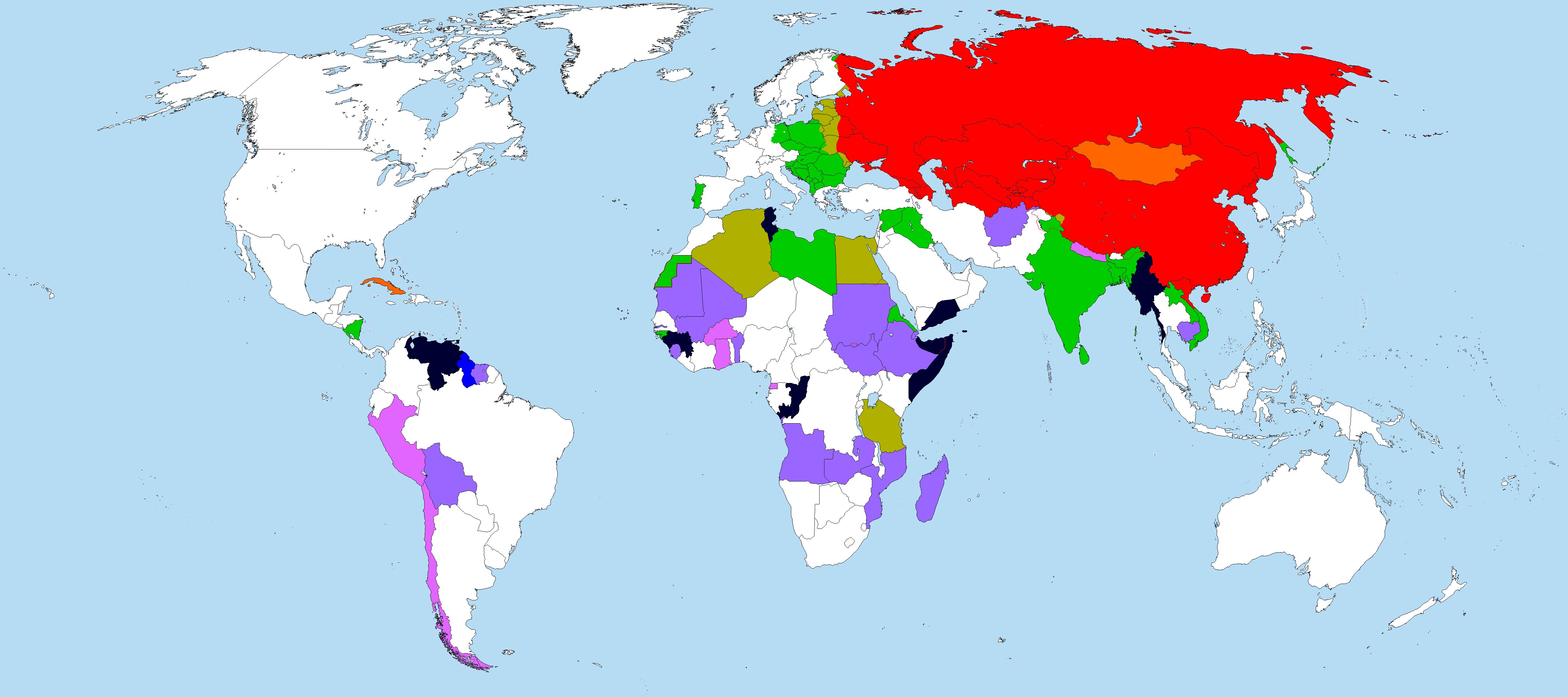
Mapa indicando Estados que em algum momento se autodeclararam socialistas, e seu tempo respectivo.
Mais de 70 anos
Entre 60 e 70 anos
Entre 50 e 60 anos
Entre 40 e 50 anos
Entre 30 e 40 anos
Entre 20 e 30 anos
Entre 10 e 20 anos
Menos que 10 anos

A República Popular da China, apesar de ser governada pelo Partido Comunista da China e ser oficialmente maoísta, nos últimos anos reimplantou muitas características do sistema capitalista no que denomina socialismo com características chinesas. Não obstante, este retorno ao capitalismo de mercado não é absoluto nem homogêneo, posto que se dá principalmente nas áreas litorâneas e grandes cidades, observando porém que a presença estatal na economia decresceu para aproximadamente 30 por cento do PIB. Também a República Socialista do Vietnã deu alguns passos nesse sentido.
Entre 1989 e 1992 deixaram de existir a grande maioria dos estados que se autodenominaram socialistas do mundo. A República Popular Polonesa voltou ao multipartidismo e ao capitalismo de mercado em 1990; a República Democrática Alemã foi absorvida pela República Federal Alemã no mesmo ano. A União das Repúblicas Socialistas Soviéticas foi desarticulada em 1991, dissolvendo-se em seguida o Partido Comunista da União Soviética (PCUS). Os conflitos nacionalistas acabaram com a República Socialista Federal da Iugoslávia um ano depois; destino similar ocorreu em todos os restantes capitalismos de Estado da Europa.
Na mesma época os dois países que aderiram ao capitalismo de Estado africanos mais estáveis, Moçambique e Angola, abandonaram o sistema. Na América, a República de Cuba manteve em linhas gerais inalterado o sistema, mas se viu forçada a permitir a formação de empresas mistas entre o Estado e multinacional para fazer frente à precária situação econômica em que deixou a desaparição do Conselho de Ajuda Mútua Econômica e com ele seus principais mercados, somado ao preexistente bloqueio dos Estados Unidos ao país caribenho.
Em países que antigamente eram repúblicas da URSS, como a Moldávia, a Ucrânia, a Bielorrússia ou a própria Rússia, os comunistas continuam sendo uma importante força política. De fato, o partido do Presidente moldavo é o Partido Comunista da República Moldava e na Rússia o Partido Comunista da Federação Russa é o principal partido da oposição a Vladimir Putin. Na Alemanha o Partido da Esquerda, herdeiro do Partido Socialista Unificado da Alemanha que governara na RDA, é a segunda maior força na antiga Alemanha Oriental.

## Estados socialistas atuais
- República Popular da China; (desde 1949); Partido Comunista da China.
- República Popular Democrática da Coreia; (desde 1948); Partido dos Trabalhadores da Coreia.
- República de Cuba; (Revolução Cubana em 1959, estado socialista declarado em 1961); Partido Comunista de Cuba.
- República Socialista do Vietnã; (desde 1945 no Norte, desde 1976 após a unificação); Partido Comunista do Vietnã.
- República Democrática Popular de Laos; (desde 1975); Partido Popular Revolucionário do Laos.
- República Moldava da Transnístria; (desde 1990).Estados Unipartidários e Pluripartidários no mapa.

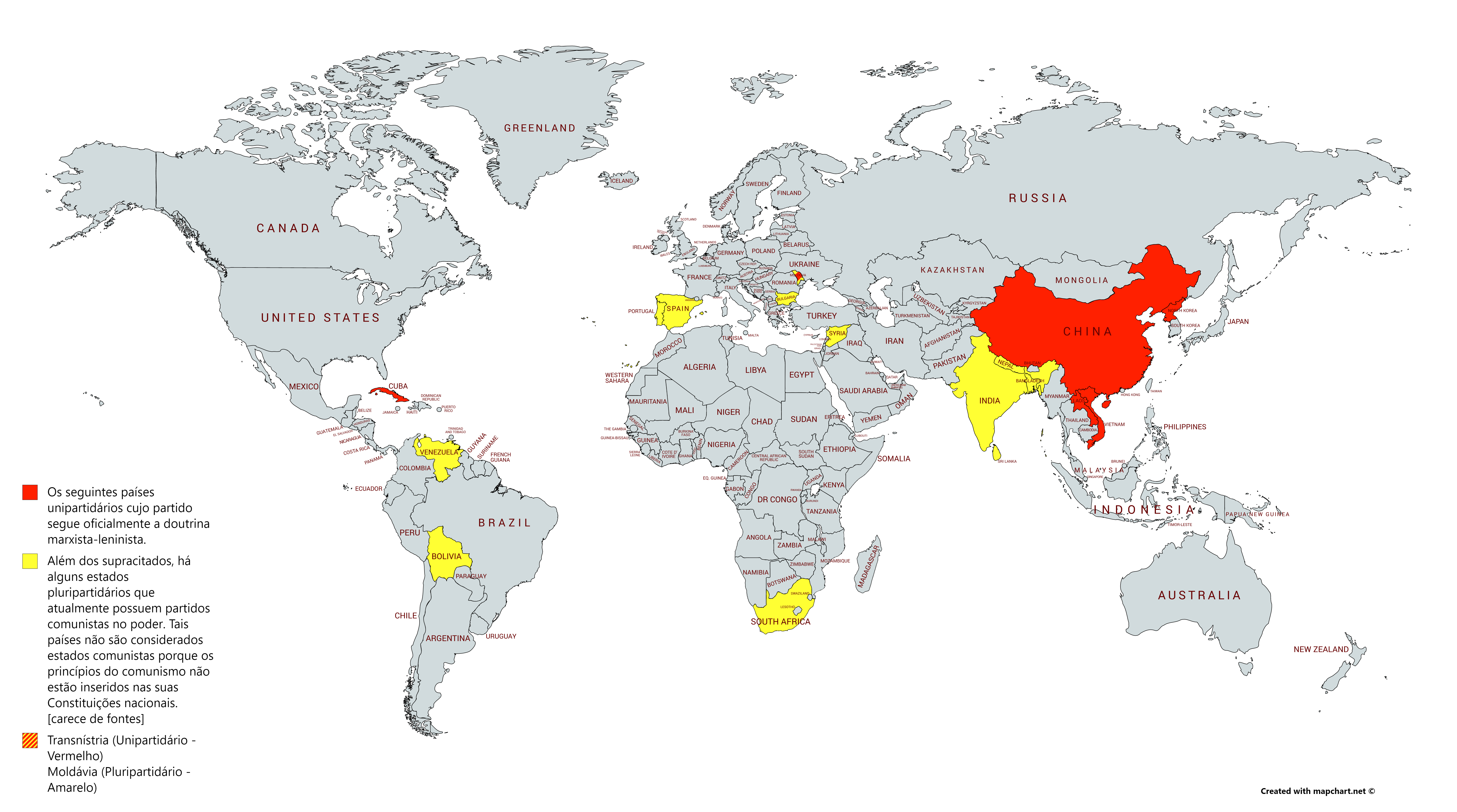
Estados Unipartidários e Pluripartidários no mapa.